# Arquitectura de Mesopotamia

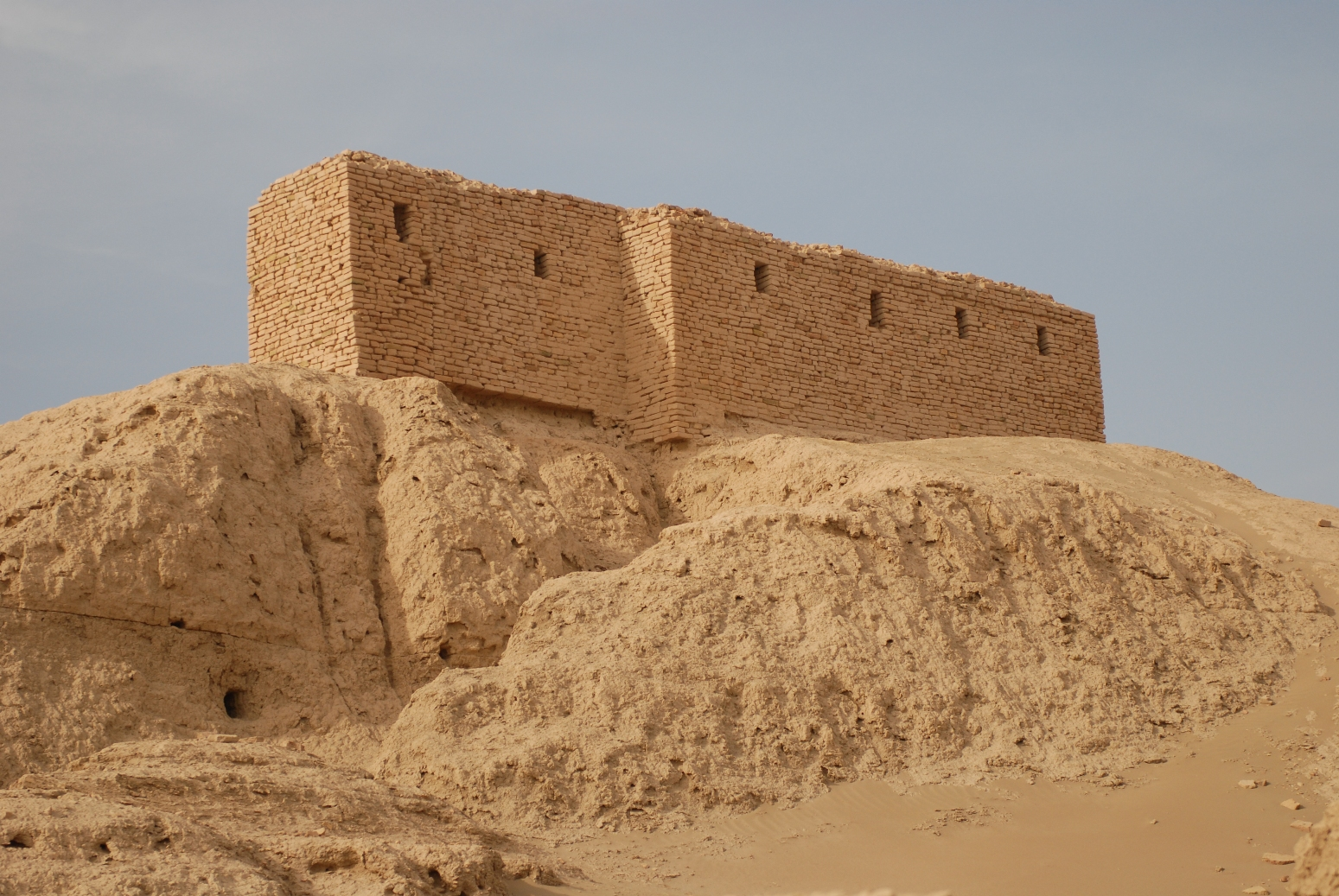
Templo de Nippur, anejo a un zigurat.

La arquitectura de Mesopotamia hace referencia a  los más comunes de las construcciones desarrolladas en la cuenca del río Tigris desde el asentamiento de los primeros pobladores hacia el VII milenio a. C. hasta la caída del último Estado mesopotámico, Babilonia.
Los mesopotámicos construían sin mortero, y cuando un edificio ya no era seguro o no cumplía su tarea se derribaba y se volvía a construir en el mismo emplazamiento, o se rellenaba y se construía encima. A lo largo de los milenios esta práctica dio lugar a que las ciudades mesopotámicas se encontrasen elevadas en suaves colinas sobre el territorio que las circundaba; a estos promontorios se les llama tells.
Utilizaron muy poco la piedra y la madera ya que sólo podían obtenerse de los países limítrofes. El suelo es arcilloso, fangoso, y esto los llevó a utilizar el barro como principal material constructivo. Primero lo emplearon en bloques o adobes de barro con mezcla de paja y colocados humedecidos de modo que secaba la pared entera. Luego, los secaron al sol, adobe por adobe. Inventaron después los ladrillos de arcilla pura, colocados al horno; y, posteriormente, para preservarlos mejor de la humedad, los sometieron al procedimiento del esmaltado y vidriado.
Los ladrillos en los muros eran unidos con cal o asfalto, y para la cubierta, sustituyeron el sistema adintelado egipcio por la bóveda formada de arcos de medio punto contiguos.

## Arquitectura de Mesopotamia

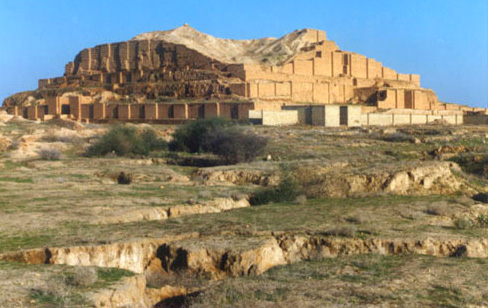
Zigurat de Chogazanbil, en el actual Irán.

Planta de un pequeño templo babilónico.

Dada la importancia de la vida terrenal así como la preocupación por la muerte, las edificaciones más representativas eran el templo y el palacio. Sin embargo, como en toda sociedad tenían gran importancia las viviendas, urbanas o no, y los sistemas de defensa...
- El templo era un centro religioso, económico y sentimental

. Tenía tierras de cultivo y rebaños reglados por funcionarios propios (algunos de los mar bani), almacenes para guardar las cosechas y talleres donde fabricar utensilios, estatuas de cobre y de cerámica. Los sacerdotes organizaban el comercio y empleaban a campesinos, pastores y artesanos, quienes recibían como pago parcelas de tierra para cultivo de cereales, dátiles o lana. Solían ser edificios de una planta, con varios patios y una secuenciación de salas en laberinto o bien ordenadas en hilera en torno a un patio. Los más grandes se construyeron dentro de espacios amurallados con otros edificios como los zigurats y habitaciones para peregrinos, mientras que los primeros y más pequeños se componían de un recibidor y una sencilla habitación para la adoración. Cada templo se utilizaba para las precisiones religiosas de su divinidad, de modo que se celebraba la festividad de Año Nuevo en el templo correspondiente o la unión de mujeres con extranjeros en los templos de Milita.
- El zigurat (ziqurat en algunos textos) fue una edificación monumental ligado al templo y dedicado a una divinidad. Se utilizaba también como observatorio astronómico. Estaban compuestos por una serie de pisos a cada cual de menores planta y altura, y pintados de distintos colores. Unas escalinatas permitían la ascensión hasta los pequeños templetes que los coronaban. Se convirtieron en los edificios más representativos de Mesopotamia, de modo que el zigurat de Marduk en Babilonia (Etermenanki, en sumerio Casa del cielo y de la tierra) ha sido identificado como la bíblica Torre de Babel.

### Viviendas
- En los sellos cilíndricos sumerios aparecen cabañas construidas con juncos. Los juncos, doblados en una parábola invertida, funcionan como pórticos y sirven de base para atar a ellos otros juncos rectos que los arriostran. Resulta una estructura abovedada que se recubre con esteras de juncos o barro. Este tipo de arquitectura, a pesar de ser prehistórico, sigue utilizándose por las tribus árabes nómadas.

- Las casas colmena, habitualmente realizadas en adobe o piedra, son casas formadas por dos cuerpos; uno principal circular o cónico al que se le adosa un segundo cuadrado más bajo.

- La casa patio (bītu en idioma acadio), típica mesopotámica desde los tiempos de la hegemonía de Ur, es una casa de planta dispuesta en torno a un patio. En el caso de que fueran circulares se construía a uno o dos lados y se acondicionaba el patio al continuarse las paredes exteriores a modo de muro de cerramiento del patio. Se construían de adobe con vigas de madera, con una disposición bastante ortogonal de las habitaciones. Desde la entrada se accedía a un vestíbulo que comunicaba con el patio, compartiendo la planta baja con la cocina, los almacenes y a veces con una pequeña cámara. En la planta alta y última se encontraban las habitaciones, a veces una sala mayor que hacía las veces de salón. La cubierta era plana y transitable, y se utilizaba para secar las cosechas o tomar el aire. Los cerramientos subían hasta formar un parapeto que impedía la caída desde la azotea.

- La casa cuadrada, también con patio, es la variante urbana de la casa circular.

- Las granjas eran edificaciones especiales por su actividad. Suponían una serie de estancias y muros entrecruzados que dejaban patios abiertos para la realización de las actividades agrícolas. En algunos de ellos se excavaban pozos como silos y cisternas, recubriéndose sus paredes con fábrica de piedra o adobe. Algunas granjas, como la del Tell Hassuna, formaban pequeños pueblos, típicos del final del Neolítico.

## Construcción
Fuese cual fuese el sistema constructivo elegido, ni en el centro ni en el sur de Mesopotamia  se utilizaron cimientos, dado lo pantanoso de los terrenos.

### Sistema abovedado
La arquitectura mesopotámica ha pasado a la Historia como un sistema de muros de carga. Utilizaban arcos y bóvedas que construían sin cimbra, apaisando los ladrillos para que no cayeran al ser colocados, o rellenando el espacio entre dos muros de adobe hasta que la bóveda estuviera terminada; este sistema daba lugar a espacios estrechos y largos. Para esto utilizaban en ladrillo, que inventaron al igual que el arco, y el adobe. Esmaltaban los ladrillos para grandes ocasiones, y componían mosaicos pintados en vivos colores. Los muros portantes no permitían ventanas, y la luz era cenital.
Con este método de bóvedas se construyó, por ejemplo, la Puerta de Ishtar en Babilonia, y sobrevivió hasta la Edad Media, siendo utilizado y perfeccionado por los bizantinos.

### Sistema adintelado
No obstante, también construyeron con vigas y pilares, siendo habituales en construcciones monumentales las columnas del apreciado cedro de las montañas del Líbano. Se conoce de las culturas mesopotámicas el capitel eolio, una de las influencias de los órdenes griegos.
Con este sistema se construía la estructura basándose también en un muro portante y de cerramiento exterior, apoyando las vigas en él y en unos pilares de madera interiores, que se aprovechaban para situar el perímetro del patio. La repetición de este método creaba el edificio, rellenándose los huecos y la cubierta o techo de adobe.

## Urbanismo
El urbanismo regulado estuvo presente en algunas ciudades, como la Babilonia de Nabucodonosor II, mayoritariamente en damero. Puede dividirse en tres grupos distintos, asociados a su vez a tres tipos culturales. En cualquiera de ellos hay que distinguir unos elementos planeados y otros (el grueso residencial, dividido en barrios) que no. Se han observado grandes diferencias entre las parcelas y las viviendas de un mismo barrio, planteándose la hipótesis de que algunos barrios pueden responder antes una determinada vivienda, de mayor posición, o servirla.

### Urbanismo sumerio
Típico urbanismo presente en el sur de Mesopotamia, las poblaciones Ur, Uruk, Lagash y otras se convirtieron en poco tiempo en ciudades estado. Estas parecen nacer de una ciudad templo primitiva con un contorno ovalado y un trazado ortogonal, Protegida por torres defensivas con fosos en ella. El dominante de toda la ciudad era normalmente un ziggurat, situado al centro de la ciudad.

### Urbanismo acadio
Es el urbanismo presente en la zona central de Mesopotamia, parece que sus cualidades urbanísticas vienen del norte y del sur, a la vez. Los palacios y fortalezas normalmente están colocados al lado de las murallas y el templo en el centro de la ciudad. La ciudad se ordena mediante una serie de calles principales, como la Avenida de las Procesiones de Babilonia, estas calles principales delimitan unos barrios cuyo crecimiento aún no está planeado.

### Urbanismo asirio
Urbanismo típico del norte de Mesopotamia, el más riguroso de todos. Las ciudades, amuralladas y con fosos navegables, los edificios públicos como palacios y templos están colocados en los lados en forma de torres o fortalezas. Un ejemplo de ello es el complejo palaciego de Sargón II en Dur Sharukin.

## Infraestructuras
En cuanto a las obras de ingeniería, destaca la extensísima y antigua red de canales que unían los ríos Tigris, Éufrates y sus afluentes, propiciando la agricultura y la navegación. Los mesopotámicos remontaron la construcción de los primeros a las épocas previas al Diluvio, cuando la Tierra estaba ocupada por los "dioses" Ea-Enki.
Otras obras destacables son los puertos fluviales, como los de la ciudad de Ur, remetidos en las murallas y la forma de la ciudad, y los puentes, como el que unía los dos lados de la Babilonia caldea.